# فارس العيد
فارس العيد لاعب كرة قدم سعودي يلعب كحارس مرمى في نادي الجبلين.